# Sportverein Wacker Burghausen 2006-2007
Questa voce raccoglie le informazioni riguardanti lo Sportverein Wacker Burghausen nelle competizioni ufficiali della stagione 2006-2007.

## Stagione
Nella stagione 2006-2007 il Wacker Burghausen, allenato da Alfred Arbinger e Gino Lettieri, concluse il campionato di 2. Bundesliga al 17º posto e fu retrocesso in Regionalliga. In Coppa di Germania il Wacker Burghausen fu eliminato agli ottavi di finale dal Kickers Offenbach.

## Rosa
| N. |                               | Ruolo | Calciatore         |
| -- | ----------------------------- | ----- | ------------------ |
| 1  | Germania (bandiera)           | P     | Uwe Gospodarek     |
| 2  | Rep. Ceca (bandiera)          | D     | Josef Laštovka     |
| 3  | Germania (bandiera)           | C     | Ronald Schmidt     |
| 4  | Germania (bandiera)           | C     | Björn Hertl        |
| 5  | Montenegro (bandiera)         | D     | Vlado Jeknić       |
| 6  | Croazia (bandiera)            | D     | Hrvoje Vuković     |
| 7  | Germania (bandiera)           | D     | Daniel Rosin       |
| 8  | Montenegro (bandiera)         | A     | Dragan Bogavac     |
| 9  | Macedonia del Nord (bandiera) | A     | Goce Toleski       |
| 10 | Germania (bandiera)           | C     | Thorsten Burkhardt |
| 12 | Germania (bandiera)           | C     | Oliver Fink        |
| 13 | Germania (bandiera)           | C     | Stefan Aigner      |
| 14 | Turchia (bandiera)            | D     | Dilaver Satilmis   |
| 15 | Germania (bandiera)           | A     | Özgür Kart         |

| N. |                       | Ruolo | Calciatore         |
| -- | --------------------- | ----- | ------------------ |
| 15 | Kazakistan (bandiera) | D     | Sergej Volkov      |
| 16 | Colombia (bandiera)   | A     | John Mosquera      |
| 17 | Romania (bandiera)    | C     | Maximilian Nicu    |
| 19 | Germania (bandiera)   | C     | Timo Nagy          |
| 20 | Germania (bandiera)   | C     | Michael Wiesinger  |
| 21 | Germania (bandiera)   | C     | Roland Bonimeier   |
| 23 | Canada (bandiera)     | C     | Nikolas Ledgerwood |
| 24 | Germania (bandiera)   | P     | Kay Wehner         |
| 25 | Germania (bandiera)   | P     | Jens Kern          |
| 25 | Germania (bandiera)   | P     | Manuel Riemann     |
| 26 | Germania (bandiera)   | D     | Lukas Lechner      |
| 27 | Germania (bandiera)   | D     | Thomas Drescher    |
| 31 | Lituania (bandiera)   | D     | Markus Palionis    |

## Organigramma societario
Area tecnica
- Allenatore: Alfred Arbinger, Gino Lettieri
- Allenatore in seconda:
- Preparatore dei portieri: Karl-Heinz Fenk
- Preparatori atletici:

## Calciomercato

### Sessione estiva
| Acquisti | Acquisti         | Acquisti               | Acquisti |
| R.       | Nome             | da                     | Modalità |
| -------- | ---------------- | ---------------------- | -------- |
| C        | Roland Bonimeier | Hoffenheim             |          |
| C        | Stefan Aigner    | Monaco 1860 (juniores) |          |
| A        | Özgür Kart       | Amburgo II             |          |
| A        | John Mosquera    | SønderjyskE            |          |
| C        | Andy Nägelein    | Kickers Emden          |          |
| C        | Maximilian Nicu  | Wehen Wiesbaden        |          |
| D        | Dilaver Satilmis | Darmstadt              |          |

| Cessioni | Cessioni        | Cessioni             | Cessioni |
| R.       | Nome            | da                   | Modalità |
| -------- | --------------- | -------------------- | -------- |
| D        | Martin Forkel   | Coblenza             |          |
| C        | Denny Herzig    | Elversberg           |          |
| D        | Nico Herzig     | Alemannia Aquisgrana |          |
| A        | Rafael Kazior   | Holstein Kiel        |          |
| C        | Marek Kostoláni | Wacker Burghausen II |          |
| C        | Timo Nagy       | Hannover 96          |          |
| C        | Martin Oslislo  | Wuppertal            |          |
| D        | Robert Paul     | Carl Zeiss Jena      |          |

### Sessione invernale
| Acquisti | Acquisti           | Acquisti    | Acquisti |
| R.       | Nome               | da          | Modalità |
| -------- | ------------------ | ----------- | -------- |
| A        | Goce Toleski       | Renova      |          |
| C        | Nikolas Ledgerwood | Monaco 1860 |          |

| Cessioni | Cessioni         | Cessioni           | Cessioni |
| R.       | Nome             | da                 | Modalità |
| -------- | ---------------- | ------------------ | -------- |
| C        | Sebastian Kneißl | Fortuna Düsseldorf |          |
| C        | Andy Nägelein    | Kickers Emden      |          |

## Risultati

### 2. Bundesliga

#### Girone di andata
| Arbitro: | Drees |

|  |           |                                                 |
|  | Marcatori | 23’ Freis 60’ Carnell 71’ Kapllani 84’ Federico |

| Arbitro: | Schößling |

|                                                 |           |          |
| Chihi 5’, 28’ Cabanas 25’ Scherz 46’ Helmes 61’ | Marcatori | 71’ Nicu |

| Arbitro: | Weiner |

|  |           |                            |
|  | Marcatori | 37’ Di Salvo 81’ Vučićević |

| Arbitro: | Kuhl |

|            |           |                        |
| Nessos 38’ | Marcatori | 46’ Bogavac 85’ Jeknic |

| Arbitro: | Schriever |

|               |           |           |
| Burkhardt 16’ | Marcatori | 84’ Kurth |

| Arbitro: | Henschel |

|                                                |           |               |
| Kleine 18’ Mijatović 57’ Viana 86’ Caillas 90’ | Marcatori | 67’ Burkhardt |

| Arbitro: | Pickel |

|  |           |          |
|  | Marcatori | 75’ Kern |

| Arbitro: | Frank |

|                            |           |  |
| Pitroipa 55’ Coulibaly 83’ | Marcatori |  |

| Arbitro: | Lupp |

|              |           |              |
| Palionis 11’ | Marcatori | 23’ Schlicke |

| Arbitro: | Schößling |

|  |           |                         |
|  | Marcatori | 58’ Krejčí 90’ Mosquera |

| Arbitro: | Walz |

|                                                  |           |  |
| Bellinghausen 16’ Hajnal 57’ Müller 66’ Lexa 84’ | Marcatori |  |

| Arbitro: | Stachowiak |

|                                                |           |           |
| Bogavac 10’, 48’ Burkhardt 36’ Rehm 85’ (aut.) | Marcatori | 66’ Wörle |

| Arbitro: | Winkmann |

|             |           |  |
| Lawarée 23’ | Marcatori |  |

| Arbitro: | Welz |

|            |           |             |
| Krejčí 64’ | Marcatori | 40’ Siegert |

| Arbitro: | Schriever |

|  |           |                       |
|  | Marcatori | 3’ Krejčí 73’ Bogavac |

| Arbitro: | Gräfe |

|            |           |           |
| Krejčí 59’ | Marcatori | 89’ Çalık |

| Arbitro: | Henschel |

|              |           |            |
| Brouwers 50’ | Marcatori | 61’ Aigner |

#### Girone di ritorno
| Arbitro: | Fandel |

|                           |           |               |
| Federico 61’ Porcello 63’ | Marcatori | 83’ Burkhardt |

| Arbitro: | Drees |

|          |           |                                |
| Nicu 58’ | Marcatori | 65’ Akın 81’ Scherz 85’ Broich |

| Arbitro: | Seemann |

|                                                                 |           |            |
| Vučićević 36’, 86’ Adler 67’ Ledgerwood 70’ (aut.) Hoffmann 88’ | Marcatori | 63’ Krejčí |

| Burghausen 11 febbraio 2007, ore 14:00 CET 21ª giornata | Wacker Burghausen | 0 – 0 referto | Coblenza | Wacker-Arena (4 340 spett.)\| Arbitro: \| Sahler \| |
| Arbitro:                                                | Sahler            |               |          |                                                     |

| Arbitro: | Stachowiak |

|                                             |           |  |
| Rangelov 41’ Klinka 63’ Dostálek 90’ (rig.) | Marcatori |  |

| Arbitro: | Schmidt |

|                                     |           |                              |
| Burkhardt 51’ Krejčí 71’ Aigner 87’ | Marcatori | 36’, 80’ Fuchs 38’, 60’ Timm |

| Rostock 4 marzo 2007, ore 14:00 CET 24ª giornata | Hansa Rostock  | 0 – 0 referto | Wacker Burghausen | Ostseestadion (16 000 spett.)\| Arbitro: \| Schempershauwe \| |
| Arbitro:                                         | Schempershauwe |               |                   |                                                               |

| Arbitro: | Winkmann |

|                               |           |                              |
| Bogavac 56’ Krejčí 62’ (rig.) | Marcatori | 24’ Pitroipa 66’ (aut.) Nicu |

| Arbitro: | Welz |

|                                            |           |                                |
| Kurth 43’ Idrissou 66’ Mokhtari 71’ (rig.) | Marcatori | 27’, 32’ Nicu 57’, 68’ Bogavac |

| Arbitro: | Gräfe |

|                                                  |           |                |
| Bogavac 19’ Aigner 68’ Toleski 78’ Burkhardt 84’ | Marcatori | 33’ Kolomazník |

| Burghausen 8 aprile 2007, ore 14:00 CEST 28ª giornata | Wacker Burghausen | 0 – 0 referto | Kaiserslautern | Wacker-Arena (11 000 spett.)\| Arbitro: \| Rafati \| |
| Arbitro:                                              | Rafati            |               |                |                                                      |

| Arbitro: | Dingert |

|                 |           |                  |
| Türker 37’, 79’ | Marcatori | 57’ (aut.) Wörle |

| Arbitro: | Gagelmann |

|  |           |                         |
|  | Marcatori | 40’, 69’ (rig.) Lawarée |

| Arbitro: | Lupp |

|                                 |           |             |
| Brinkmann 24’ Leozinho 65’, 73’ | Marcatori | 59’ Toleski |

| Arbitro: | Fischer |

|           |           |            |
| Hertl 90’ | Marcatori | 33’ Werner |

| Arbitro: | Rafati |

|              |           |                |
| Boskovic 32’ | Marcatori | 90’ Ledgerwood |

| Arbitro: | Schempershauwe |

|                                            |           |             |
| Aigner 3’, 9’ Bogavac 57’, 66’ Toleski 80’ | Marcatori | 74’ Röttger |

### Coppa di Germania
| Arbitro: | Schmidt |

|                                  |           |                                               |
| Diabang 53’ Müller 68’ Costa 82’ | Marcatori | 25’ Aigner 59’ Vuković 88’ Drescher 119’ Nicu |

| Arbitro: | Anklam |

|  |                      |  |
|  | Tiri di rigore 4 – 5 |  |

| Arbitro: | Meyer |

|                           |           |               |
| Türker 47’ Toppmöller 90’ | Marcatori | 75’ Burkhardt |

## Statistiche

### Statistiche di squadra
| Competizione      | Punti | In casa | In casa | In casa | In casa | In casa | In casa | In trasferta | In trasferta | In trasferta | In trasferta | In trasferta | In trasferta | Totale | Totale | Totale | Totale | Totale | Totale | DR  |
| Competizione      | Punti | G       | V       | N       | P       | Gf      | Gs      | G            | V            | N            | P            | Gf           | Gs           | G      | V      | N      | P      | Gf     | Gs     | DR  |
| ----------------- | ----- | ------- | ------- | ------- | ------- | ------- | ------- | ------------ | ------------ | ------------ | ------------ | ------------ | ------------ | ------ | ------ | ------ | ------ | ------ | ------ | --- |
| 2. Bundesliga     | 32    | 17      | 3       | 8       | 6       | 24      | 26      | 17           | 4            | 3            | 10           | 18           | 37           | 34     | 7      | 11     | 16     | 42     | 63     | -21 |
| Coppa di Germania | -     | 0       | 0       | 0       | 0       | 0       | 0       | 3            | 1            | 1            | 1            | 5            | 5            | 3      | 1      | 1      | 1      | 5      | 5      | 0   |
| Totale            | 32    | 17      | 3       | 8       | 6       | 24      | 26      | 20           | 5            | 4            | 11           | 23           | 42           | 37     | 8      | 12     | 17     | 47     | 68     | -21 |

### Andamento in campionato
| Giornata  | 1  | 2  | 3  | 4  | 5  | 6  | 7  | 8  | 9  | 10 | 11 | 12 | 13 | 14 | 15 | 16 | 17 | 18 | 19 | 20 | 21 | 22 | 23 | 24 | 25 | 26 | 27 | 28 | 29 | 30 | 31 | 32 | 33 | 34 |
| --------- | -- | -- | -- | -- | -- | -- | -- | -- | -- | -- | -- | -- | -- | -- | -- | -- | -- | -- | -- | -- | -- | -- | -- | -- | -- | -- | -- | -- | -- | -- | -- | -- | -- | -- |
| Luogo     | C  | T  | C  | T  | C  | T  | C  | T  | C  | T  | T  | C  | T  | C  | T  | C  | T  | T  | C  | T  | C  | T  | C  | T  | C  | T  | C  | C  | T  | C  | T  | C  | T  | C  |
| Risultato | P  | P  | P  | V  | N  | P  | P  | P  | N  | V  | P  | V  | P  | N  | V  | N  | N  | P  | P  | P  | N  | P  | P  | N  | N  | V  | V  | N  | P  | P  | P  | N  | N  | V  |
| Posizione | 18 | 18 | 18 | 15 | 15 | 15 | 18 | 18 | 18 | 16 | 17 | 15 | 15 | 16 | 16 | 16 | 15 | 15 | 15 | 15 | 16 | 17 | 17 | 17 | 17 | 17 | 15 | 16 | 17 | 17 | 17 | 17 | 17 | 17 |

Legenda:

Luogo: C = Casa; T = Trasferta. Risultato: V = Vittoria; N = Pareggio; P = Sconfitta.

### Statistiche dei giocatori
| Giocatore     | 2. Bundesliga | 2. Bundesliga | 2. Bundesliga | 2. Bundesliga | Coppa di Germania | Coppa di Germania | Coppa di Germania | Coppa di Germania | Totale   | Totale | Totale      | Totale     |
| Giocatore     | Presenze      | Reti          | Ammonizioni   | Espulsioni    | Presenze          | Reti              | Ammonizioni       | Espulsioni        | Presenze | Reti   | Ammonizioni | Espulsioni |
| ------------- | ------------- | ------------- | ------------- | ------------- | ----------------- | ----------------- | ----------------- | ----------------- | -------- | ------ | ----------- | ---------- |
| S. Aigner     | 28            | 5             | 5             | 0             | 3                 | 1                 | 2                 | 0                 | 31       | 6      | 7           | 0          |
| D. Bogavac    | 32            | 10            | 4             | 0             | 3                 | 0                 | 0                 | 0                 | 35       | 10     | 4           | 0          |
| R. Bonimeier  | 11            | 0             | 1             | 0             | 0                 | 0                 | 0                 | 0                 | 11       | 0      | 1           | 0          |
| T. Burkhardt  | 34            | 6             | 1             | 0             | 3                 | 1                 | 0                 | 0                 | 37       | 7      | 1           | 0          |
| T. Drescher   | 18            | 0             | 1             | 0             | 3                 | 1                 | 0                 | 0                 | 21       | 1      | 1           | 0          |
| O. Fink       | 18            | 0             | 2             | 0             | 1                 | 0                 | 0                 | 0                 | 19       | 0      | 2           | 0          |
| U. Gospodarek | 30            | 0             | 1             | 0             | 3                 | 0                 | 0                 | 0                 | 33       | 0      | 1           | 0          |
| B. Hertl      | 30            | 1             | 9             | 0             | 2                 | 0                 | 1                 | 0                 | 32       | 1      | 10          | 0          |
| V. Jeknić     | 22            | 1             | 6             | 0             | 2                 | 0                 | 0                 | 0                 | 24       | 1      | 6           | 0          |
| Ö. Kart       | 0             | 0             | 0             | 0             | 0                 | 0                 | 0                 | 0                 | 0        | 0      | 0           | 0          |
| J. Kern       | 4             | 0             | 0             | 0             | 0                 | 0                 | 0                 | 0                 | 4        | 0      | 0           | 0          |
| S. Kneißl     | 2             | 0             | 0             | 0             | 1                 | 0                 | 0                 | 0                 | 3        | 0      | 0           | 0          |
| M. Krejčí     | 28            | 7             | 3             | 0             | 3                 | 0                 | 0                 | 0                 | 31       | 7      | 3           | 0          |
| J. Laštovka   | 14            | 0             | 2             | 1             | 0                 | 0                 | 0                 | 0                 | 14       | 0      | 2           | 1          |
| L. Lechner    | 3             | 0             | 1             | 0             | 0                 | 0                 | 0                 | 0                 | 3        | 0      | 1           | 0          |
| N. Ledgerwood | 15            | 1             | 3             | 0             | 0                 | 0                 | 0                 | 0                 | 15       | 1      | 3           | 0          |
| J. Mosquera   | 17            | 1             | 2             | 0             | 2                 | 0                 | 0                 | 0                 | 19       | 1      | 2           | 0          |
| T. Nagy       | 15            | 0             | 2             | 0             | 0                 | 0                 | 0                 | 0                 | 15       | 0      | 2           | 0          |
| M. Nicu       | 31            | 4             | 0             | 1             | 3                 | 1                 | 1                 | 0                 | 34       | 5      | 1           | 1          |
| A. Nägelein   | 2             | 0             | 0             | 0             | 0                 | 0                 | 0                 | 0                 | 2        | 0      | 0           | 0          |
| M. Palionis   | 18            | 1             | 4             | 0             | 2                 | 0                 | 0                 | 0                 | 20       | 1      | 4           | 0          |
| M. Riemann    | 1             | 0             | 0             | 0             | 0                 | 0                 | 0                 | 0                 | 1        | 0      | 0           | 0          |
| D. Rosin      | 15            | 0             | 3             | 0             | 2                 | 0                 | 1                 | 0                 | 17       | 0      | 4           | 0          |
| D. Satilmis   | 11            | 0             | 5             | 0             | 1                 | 0                 | 0                 | 0                 | 12       | 0      | 5           | 0          |
| R. Schmidt    | 18            | 0             | 5             | 0             | 2                 | 0                 | 1                 | 0                 | 20       | 0      | 6           | 0          |
| G. Toleski    | 12            | 3             | 1             | 0             | 0                 | 0                 | 0                 | 0                 | 12       | 3      | 1           | 0          |
| S. Volkov     | 2             | 0             | 0             | 0             | 0                 | 0                 | 0                 | 0                 | 2        | 0      | 0           | 0          |
| H. Vuković    | 22            | 0             | 4             | 0             | 3                 | 1                 | 1                 | 0                 | 25       | 1      | 5           | 0          |
| K. Wehner     | 0             | 0             | 0             | 0             | 0                 | 0                 | 0                 | 0                 | 0        | 0      | 0           | 0          |
| M. Wiesinger  | 13            | 0             | 3             | 0             | 2                 | 0                 | 0                 | 0                 | 15       | 0      | 3           | 0          |